# Tilo Bonow

Tilo Bonow 2020

Tilo Bonow (* 7. Januar 1980 in Potsdam) ist ein deutscher Tech-Investor und Unternehmer. Er ist Gründer und CEO der Kommunikationsagentur Piabo und Redner bei Startup- und Tech-Konferenzen. Er gilt als digitaler Pionier in der deutschen Business- und Startupwelt.

## Leben

### Beruflicher Werdegang

#### Frühe Laufbahn und Gründung Piabo
Von 2002 bis 2006 war Bonow Leiter der Unternehmenskommunikation von Jamba! und arbeitete dort mit den Samwer-Brüdern. Bevor er zu Jamba ging, war er bei der Werbeagentur O.T.W. und als freier Berater im Bereich Online-Marketing tätig.
2006 gründete er die auf Tech-Firmen spezialisierte Berliner PR-Agentur Piabo, die inzwischen zu den Marktführern in Europa gehört. Zu seinem Portfolio gehören Firmen wie Tinder, Google, Evernote, GitHub, Shopify, Stripe, Silicon Valley Bank, wework, Samsung, VMware und BMW. Er unterstützt sowohl stark wachsende als auch etablierte Technologie-Unternehmen als value-adding Investor finanziell und mit seiner Expertise im Bereich Storytelling und Marketing. Anfangs war Bonow mit Piabo in Europa, dann auch in Nordamerika – speziell im Silicon Valley – tätig, bis er 2015 begann nach China zu expandieren und u. a. mit Huawei, das sich auf dem europäischen Markt etablierten wollte, eine Kooperation einging. Aufgrund seiner Erfahrungen im asiatischen Raum gilt er als Kenner dieser Kultur und des Marktes, weshalb auch europäische und amerikanische Firmen wie Pivotal Software sich bei Expansionsplänen an ihn wenden.
2007 war er Sprecher von StudiVZ, dem damals größten Online-Studentennetzwerk, das im selben Jahr von der Holtzbrinck-Gruppe übernommen wurde.
2011 gründete er mit Stefanie Peters die Unternehmensberatung enable2grow, die sich auf digitale Wachstumsberatung spezialisiert. Er fungiert nach wie vor als dessen Gesellschafter und Berater.

#### Investor
Bonow ist Investor und Berater bei diversen Venture-Capital-Gesellschaften. Sein Schwerpunkt liegt dabei auf Start-ups mit einem Tech-Schwerpunkt. Vor allem europäische Unternehmen unterstützt er finanziell und mit seinem Know-how. Er ist seit der Gründung von Cavalry Ventures 2016 ist er deren Investor tätig. Des Weiteren ist er u. a. Investor bei 500 Startups und bei 3VC (ehem. Capital 300), wo er auch als Mitglied des Investmentkomitees fungiert. Seit 2018 investiert er bei Cocoon Capital Management, einer in Singapur beheimateten Risikokapitalgesellschaft und bei Unlock Venture Partners, einer Risikokapitalgesellschaft aus Seattle. 2019 begann er bei Infinity Ventures, einer japanischen VC-Gesellschaft, als Investor tätig zu sein. Seit 2020 ist er Investor bei HV Capital aus Berlin, bei Kejora Ventures aus Indonesien/Südostasien und bei Elevat3 Capital (Deutschland).

#### Sprecher
Bonow tritt regelmäßig als Sprecher bei  Tech-Konferenzen, wie beispielsweise der NOAH Conference in London und Berlin, the Mobile World Congress in Shanghai und Barcelona, der Bits & Pretzels Konferenz in München, der Digital Life Design (DLD) Konferenz, der Plug & Play Konferenz und bei The Next Web in Amsterdam auf.
Im April 2021 sprach er beim EU-Startup-Gipfel.
2020 sprach Bonow u. a. beim Chatbot Summit, einer Konferenz, die auf konversationelle A.I. (künstliche Intelligenz) spezialisiert ist. Im November 2020 war er Vortragender beim Ecosummit und im Dezember 2020 Keynote-Speaker bei Uppstart, einer schwedischen Technik-Startup-Konferenz. 2018 hielt er einen Vortrag bei der Konferenz Hinterland of Things in Deutschland. 2017 sprach er bei der Konferenz Startupnight. Im Juli 2014 war er Redner bei der DLDwomen in München. Des Weiteren war er als Szeneexperte bei der NEXT Conference in Hamburg als Sprecher eingeladen und bei der German Tech Konferenz 2020.

### Weitere Mitgliedschaften und Engagements
Seit 2013 ist Bonow Mentor bei Microsoft Ventures Accelerator Berlin und bei Axel Springer Plug & Play Accelerator, einem Joint Venture. Seit August 2014 fungiert er bei IBM Smart Camp, einem globalen Programm, das Unternehmer, Investoren und erfahrene Mentoren zusammenbringt, als Board Member und Berater. Der Sitz von IBM Smart Camp ist in Waltham, Massachusetts. Er ist außerdem Mentor beim ProSiebenSat.1 Accelerator und APX, dem gemeinsamen Start-up Programm von Porsche und dem Axel Springer Verlag.

### Persönliches
Zur Regeneration spielt Bonow E-Schlagzeug im Büro oder auf seinem E-Piano in seiner Berliner Wohnung.
Er vertritt medial die Position, dass Regierungen den Zugang zu Technologie, Internet und globaler Kommunikation aufbauen und ermöglichen müssen. Diese Bereiche betrachtet er als unerlässlich für die ökonomische und soziale Entwicklung.

### Kritik
Im Jahr 2019 berichtete das Manager Magazin über den Skandal EscortGate, bei dem rund um die Start-Up-Konferenz NOAH im Jahre 2016 Escortdamen für die Konferenzparty gebucht worden seien. Laut dem Manager Magazin sei die damalige Gründerin eines Start-ups von Noah-Gründer Marco Rodzynek mit der Buchung beauftragt worden und nahm die Schuld als missglückte PR-Aktion auf sich. Im Artikel des Manager Magazins erhob die Gründerin jedoch den Vorwurf von Rodzynek und Bonow, zu diesem Zeitpunkt Kommunikationsbeauftragter der NOAH, massiv unter Druck gesetzt worden zu sein. Bonow räumte ein, Kommunikation zum Skandal abgestimmt zu haben, jedoch auf den eigenen Wunsch der Gründerin hin. Rodzynek bestreitet sämtliche Vorwürfe weiter. Der Vorfall bestätigte in den Augen vieler Medien und Internetnutzer den Vorwurf, dass die deutsche Tech-Kultur frauenverachtend sei.

## Podcasts und Interviews (Auszug)
- Tilo Bonow – Eine konzentrierte Mischung aus passenden Gegensätzen
- Ten minutes with Tilo Bonow, Founder & CEO of PIABO
- Tilo Bonow (piabo) spricht über PR für Startups

## Veröffentlichungen (Auszug)
- Tilo Bonow: Light your fire! Personal Branding für Macher:innen und Visionär:innen. BusinessVillage, Göttingen 2021, ISBN 9783869805788.
- Tilo Bonow: Do-it-yourself-Markenbildung: eine Bedienungsanleitung. In: Stefanie Hoffmann-Palomino, Christine Kirbach, Bianca Praetorius (Hrsg.): Die LEAN BACK Perspektive. Springer, Wiesbaden 2017, ISBN 978-3-658-13924-7, S. 339–348.
- 5 Learnings from my time with the Samwer brothers – How communication drives business.